# Assedio di Tunisi (238 a.C.)
Il blocco di Tunisi venne condotto verso la fine del 238 a.C. dalle forze cartaginesi contro i mercenari ribelli per via dell'ammutinamento contro Cartagine della Prima guerra punica. Segna la fine del ciclo narrativo della Guerra dei Mercenari.
Dopo la vittoria di Amilcare dalla Battaglia della Sega, lui in persona ritornò subito poco in un ultimo conflitto sulle strade di Tunisi. Mato, il capo dei ribelli, aveva pochi fattori favorevoli e dunque attese l'arrivo di Amilcare.